# Joaquín Menini
Joaquín Menini (Buenos Aires, 18 augustus 1991) is een Argentijns hockeyer. Hij speelt sedert het seizoen 2016-2017 in de Nederlandse hoofdklasse, eerst bij HGC (2016-2017), vervolgens bij HC 's-Hertogenbosch (2017-2020) en sedertdien bij HC Rotterdam.
Tijdens de Olympische Spelen 2016 won Menini met de Argentijnse ploeg verrassend de gouden medaille.

## Erelijst
- 2014 –  Wereldkampioenschap in Den Haag
- 2015 –  Pan-Amerikaanse Spelen in Toronto
- 2016 –  Olympische Spelen in Rio de Janeiro